# Moonie-Nunatak
Der Moonie-Nunatak ist ein kleiner Nunatak im ostantarktischen Mac-Robertson-Land. In den Gustav Bull Mountains ragt er 1 km östlich des Jaques-Nunatak und 5,6 km südlich des Kennedy auf.
Luftaufnahmen der Australian National Antarctic Research Expeditions aus den Jahren 1956 und 1959 dienten seiner Kartierung. Das Antarctic Names Committee of Australia benannte ihn 1968 nach Patrick John Moonie (1936–2016), der 1967 als Funker auf der Mawson-Station tätig und an der Erkundung der Gustav Bull Mountains beteiligt war.